# Брамбл, Тайтус
Та́йтус Мала́чи Бра́мбл (англ. Titus Malachi Bramble; 31 июля 1981, Ипсуич, Англия) — английский футболист, защитник, известный по выступлениям за английский клуб «Ньюкасл Юнайтед».

## «Испвич Таун»
Брамбл начал в местном клубе «Ипсвич Таун». После дебюта в сезоне 1998/99, Тайтус провёл в составе «Ипсвич Таун» 48 матчей и забил четыре гола: в ворота его нынешнего клуба «Сандерленда», «Миллоуэла», и «Ковентри Сити» в Кубке лиги, а также в ворота московского «Торпедо» в рамках Кубка УЕФА. Затем англичанин на правах аренды отправился в клуб «Колчестер Юнайтед».

## «Ньюкасл Юнайтед»
Брамбл присоединился к «Ньюкаслу» в июле 2002 года, а за его трансфер «Ипсвич Таун» получил 6 миллионов евро. Тайтус обещал главному тренеру Сэру Бобби Робсону, что станет важнейшим игроком его команды, однако в конце сезона 2003/04 читатели футбольного информационного бюллетеня The Fiver назвали Брамбла худшим игроком английской Премьер-лиги прошедшего сезона.
8 мая 2006 года Тайтус забил впечатляющий гол в ворота «Челси», который позволил «сорокам» победить 1:0 и квалифицироваться в следующий раунд Кубка Интертото. 10 августа Тайтус забил ещё один гол за «Ньюкасл», на сей раз в кубке УЕФА в ворота латвийского клуба «Вентспилс».
В декабре Брамбл был госпитализирован, после того как после его травмы голень увеличилась в два раза больше нормального размера. Тайтус вернулся в строй 31 января 2007 года, в матче с «Астон Виллой», играя центрального защитника в паре со Стивеном Тэйлором. Англичанин внёс большой вклад в игру команды в матчах с «Фулхэмом», «Ливерпулем» и «Мидлсбро», а также заслужил звание лучшего игрока матча в игре с бельгийским клубом «Зюлте-Варегем».
После поражения в матче с АЗ со счётом 0:2, главный тренер «сорок» Гленн Редер принял решение расстаться с английским защитником.
За время выступления за «Ньюкасл» болельщики «сорок» дали защитнику за его игру прозвище Titus Bungle (англ. bungle — портить, ошибаться)

## «Уиган Атлетик»
Тайтус подписал трёхлетний контракт с клубом «Уиган Атлетик» 4 июня 2007, доставшись «Латикс» бесплатно. В сезоне 2008/09 он был признан игроком года как по версии футболистов «Уигана», так и по версии болельщиков команды. 14 июля 2009 подписал новый контракт с клубом до 2012 года.
Первый гол за «Уиган» Брамбл забил в ворота «Ливерпуля» 2 января 2008, сравняв счёт и позволив своей команде увести ничью с «Энфилда». 15 ноября 2008 года гол Тайтуса Брамбла в ворота его бывшего клуба «Ньюкасла» помог «Латикс» увести ничью 2:2 со «Сент-Джеймс Парк». Брамбл выражал благодарность главному тренеру «Уигана» Стиву Брюсу за то, что тот «верил в него, когда никто другой не был в силах сделать его таким игроком, которым он является сегодня». 14 июля 2009 года он подписал контракт с клубом до 2012 года.

## «Сандерленд»
23 июля 2010 года подписал трёхлетний контракт с клубом «Сандерленд».

## Личная жизнь
Брат Тайтуса Брамбла, Тесфайе, тоже футболист, играющий за любительский английский клуб «Феликстоув энд Уолтон Юнайтед» и за сборную Монтсеррата.